# Ommatius variabilis
Ommatius variabilis är en tvåvingeart som beskrevs av Engel 1929. Ommatius variabilis ingår i släktet Ommatius och familjen rovflugor. Inga underarter finns listade i Catalogue of Life.